# Shyla Jennings
Brenda Reshell Kibler, alias Shyla Jennings, née le 16 juin 1989 à Stuttgart en Allemagne, est une actrice pornographique germano-américaine spécialisée dans la pornographie lesbienne. Elle fut la première interprète du genre à remporter le premier AVN Award de l’interprète lesbienne de l’année de l’histoire des AVN Awards en 2014.

## Biographie

### Jeunesse
Son père étant militaire, elle est née à Stuttgart. Bien qu’elle soit née en Allemagne, elle grandit au Texas et se définit comme une authentique texane. Elle possède la double nationalité. Elle raconte avoir eu une enfance incroyable avec laquelle elle ne gardera que de bons souvenirs. Ayant toujours rêvé d’aller à Hollywood et de devenir actrice, elle prendra des cours de théâtre et fera également du théâtre pendant toute cette période.

## Carrière

### Débuts
Elle commencera sa carrière dans l’industrie pour adulte à l’âge de 18 ans.
C’est sa petite amie de l’époque qui lui suggérera l’idée de poser nue. Elle avouera avoir été hésitante à ce sujet, mais néanmoins, l’idée de se déshabiller devant un inconnu l’excitait, alors elle accepta d’essayer. Lors de son premier shooting photo, elle dira avoir ressenti comme une révélation. Elle expliquera : « Au moment où je me suis avancée sur le plateau, quelque chose m’a envahi. C'était comme si cette créature érotique vivait en moi depuis le début et mourait d'envie de sortir et de jouer ».
À la suite de ce premier shooting photo, le magazine Hustler achètera l’ensemble de ses photos et mettra Shyla en une de leur magazine et lui consacrera une pleine page dans le dit magazine,. Elle quitta dans la foulée son emploi de serveuse de cocktails.
Elle choisira comme nom de scène « Shyla » en référence à la déesse Parvati du sexe et de l’amour, et « Jennings » pour avoir un nom de famille qui donne une impression d’authenticité et pour sa consonance texane.

#### Confirmation
Sur son choix de faire carrière dans l’industrie pornographique, elle déclare : 
Il y avait tellement de raisons pour moi de rejoindre l'industrie pour adultes. J'ai vraiment adoré l'environnement sur les plateaux de tournage et tous les beaux endroits dans lesquels cette carrière vous emmène.

Logo de Girlfriends Films, principale studio avec qui Shyla Jennings travailla au début de sa carrière.

Depuis son entrée dans l'industrie en 2010, elle tournera plus qu’exclusivement qu’avec des filles, car, selon elle, elle ne souhaitait pas avoir de relation sexuelle avec des hommes à cette époque. Elle interprétera généralement la jeune fille, initiée aux plaisirs saphiques par une femme plus âgée. Une grande partie de son meilleur travail a été tournée par Girlfriends Films en apparaissant notamment dans les séries éponymes du studio comme Women Seeking Women, Cheer Squad Sleeplovers ou encore Road Queen.
Elle est nommée Treat Of The Month du mois de janvier 2011 par les abonnées du site twistys.com. Toujours au mois de janvier, elle fait partie des 3 interprètes qui représentent le studio Girlfriends Films à l’AVN Adult Entertainement Expo 2011. La même année, Girlrfiends Films sort Poor Little Shyla qui met en vedette Shyla Jennings entourée pour l’occasion de Georgia Jones, Faye Reagan, RayVeness, Tanya Tate, Tabby et Shay Fox. Sorti en VOD sur HotMovies.com, le film sera un succès en devenant le titre le plus vu du site.
Entre 2011 et 2014, elle continue principalement ses collaborations avec Girlfriends Films avec notamment la sortie en 2012 de Poor Little Shyla 2, une suite rendue possible grâce au succès du premier volet. Elle fait également partie des interprètes qui sont présentes dans le calendrier mural de l’année 2012 édité par Girlfriends Films. A noter une participation avec le studio SweetHeart Video où elle est choisie par Sinn Sage pour faire partie du casting du prochain film réalisé par Nica Noelle et qui met à l’honneur cette dernière dans Sinn Sage Loves Girls.
Elle commence l’année 2014 en décrochant pour la première fois de sa carrière et pour la première fois des AVN Awards le prix de l'Interprète Lesbienne de l'année (All-Girl Performer Of The Year ) lors de la 31e cérémonie des AVN Awards. Cette même année, Shyla rejoint le studio Girlsway où elle apparaît dans 3 des quatre sites du studio (Web Young, Sex Tape Lesbians et Mommy’s Girl ). 

Logo du studio Girlsway. Studio pour lequel elle fut désignée Girl Of The Month et Girl Of The Year en 2015.

En février 2015, elle élue Girls Of The Month (fille du mois ) pour Girlsway,. Plus tard dans l’année, elle fait partie du casting de la première série pilot du site girlsway : The Business Of Women, un drame érotique qui parle d’escorting,. Toujours en 2015, avec Sasha Heart, elle tient l’un des premiers rôles de la série Sharing The Bed où elle joue le rôle d’une fille qui refuse d’admettre son homosexualité,,. On peut la voir aussi dans d’autres séries girlsway comme : Little Red-A Fairy Tale,, Christmas Spirit, et Vampires,. Elle termine l’année 2015 en étant désignée Girl Of The Year (fille de l’année ) toujours pour Girlsway. 
Le 23 janvier 2016, elle décroche pour la deuxième fois de sa carrière le prix de l'Interprète Lesbienne de l'Année. La société de production Sweetheart Video lui proposera en 2016 d’être à l’honneur dans le film : Shyla Jennings loves girls, célèbre série de showcase du studio avec notamment au casting Charlotte Stokely, Anikka Albrit, Sara Luvv et Scarlet Red. Elle est de nouveau choisie par les fans du studio par le biais d’un « concours de casting » pour être au casting de Brandi Loves Girls qui met à l’honneur Brandi Love. 

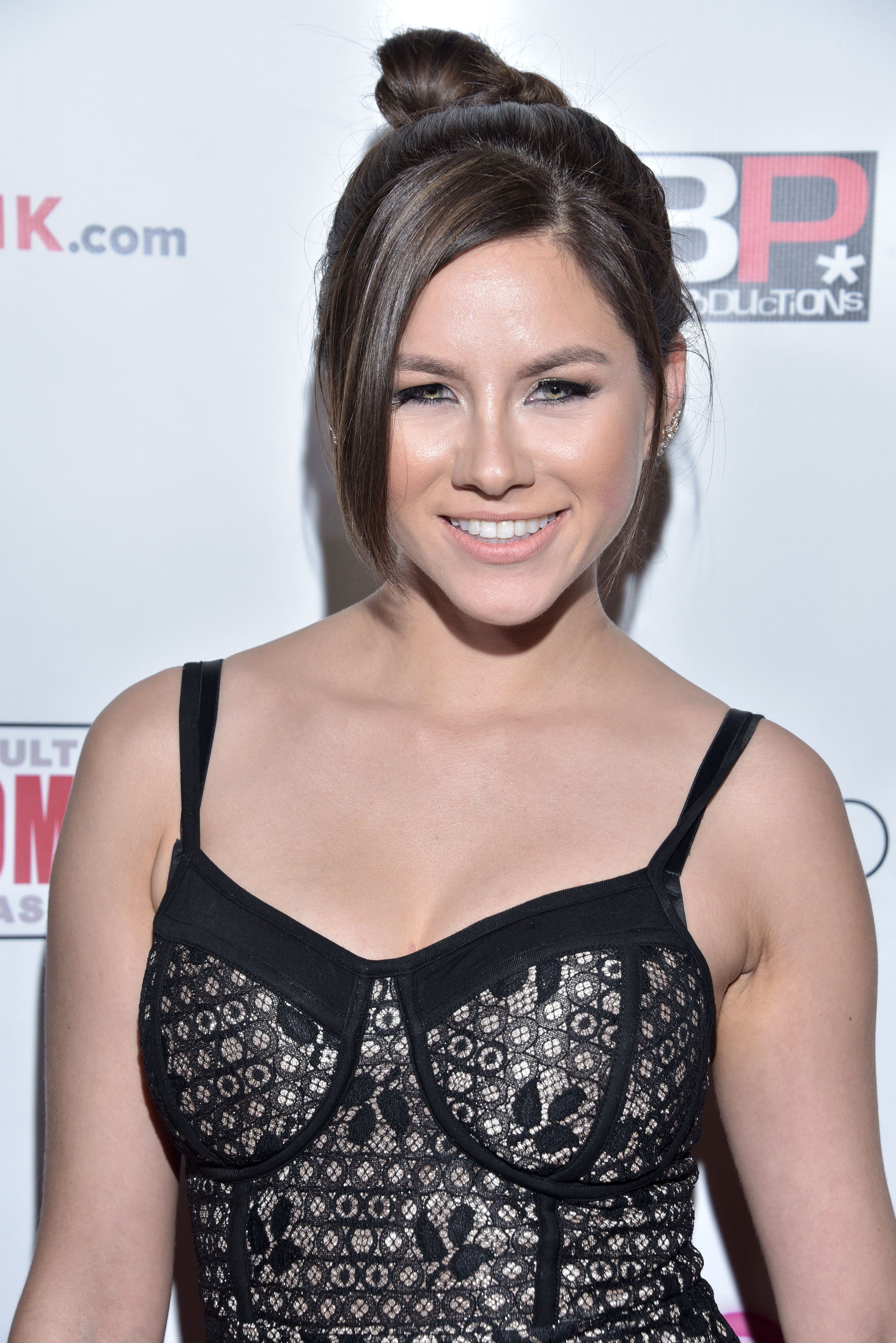
Shyla Jennings en 2017.

En 2017, elle décroche pour la première fois le prix de Best Lesbian Performer (Meilleure Interprète Lesbienne) aux XRCO Awards en mettant un terme à la série de victoires de Jenna Sativa,. 
En 2018, elle est élue Cherry Of The Month du mois de janvier pour le site cherrypimps.com. Chaque mois, Cherry Pimps sélectionne et présente leur « Cherry of the Month », qui reçoit un prix de 500 $ plus un tournage de deux jours avec Dean Capture, le producteur exclusif. Au mois d’avril, elle est élue Penthouse Pet du mois par le magazine Penthouse . Elle est aussi désigné Luv Of The Month du mois de juillet pour le site allherluv.com, un nouveau site consacré à la pornographie lesbienne lancé en novembre 2017 par la réalisatrice Missa X. En avril, le studio Elegant Angel sort Lesbian Performers of the Year 2018, un film consacré aux interprètes qui étaient nommées pour le prix d’interprète lesbienne de l’année aux XBIZ Awards 2018 et où Shyla Jennings en compagnie de Darcie Dolce, Jenna Sativa, Charlotte Stokely, Aiden Ashley, Jayden Cole, Serena Blair et Val Dodds.
Elle est à l’affiche du film Terror Camp en 2019 produit par Sweetheart Video. Le film reçut d’ailleurs l’Award du All-Girl Movie Of The Year (meilleur film de l’année) au Xbiz Awards 2021. Cette année-là, elle fait deux fois la une du magazine Hustler en avril avec Aspen Rae et en septembre pour les 45 ans du magazine,.
Moins présente sur les plateaux de tournage, elle explique à l’occasion d’un podacst animé par Holly Randall que, depuis 2020, elle tourne de façon « amateur » et chez elle des scènes hétérosexuelles uniquement avec son petit ami. Chose qu’elle n’avait plus fait depuis le tout début de sa carrière. Ses scènes sont disponibles pour ses abonnés uniquement sur la plateforme OnlyFans et sur son site privé.
En 2021, lors des XBIZ Awards, elle remporte le prix de la « meilleure scène de sexe en réalité virtuelle » qu’elle partage avec Charlotte Stokely, interprète lesbienne de l’année AVN en titre.

## Anecdotes
Dans sa vie privée, Shyla Jennings a annoncé qu'elle partageait sa vie avec une femme et en a profité pour dire qu'elle se sentait lesbienne depuis plusieurs années[réf. nécessaire].
Les femmes qu'elle admire le plus en dehors du porno et qui l'ont inspirée sont Jane Fonda, Elizabeth Taylor, Jada Smith et Lady Gaga. Et dans le monde de la pornographie, ce sont Dani Daniels, Abigail Mac et Chérie Deville.

## Récompenses et nominations

### Nominations
- 2012 AVN Awards - Meilleure scène de sexe entre deux filles (Best Girl/Girl Sex Scene) - Lesbian Psychodramas 6 (Girlfriends Films) Avec Heather Starlet.
- 2013 AVN Awards - Meilleure scène de sexe entre deux filles (Best Girl/Girl Sex Scene) - Poor Little Shyla 2 (Girlfriends Films) avec Sensi Pearl.

### Récompenses
- 2014 AVN Awards : All Girl Performer Of The Year[16].
- 2016 AVN Awards : All Girl Performer Of The Year[32]
- 2017 XRCO Awards : Best Lesbian Performer[48].
- 2021 XBIZ Awards : Best Sex Scene-Virtual Reality (avec Charlotte Stokely)[44].

## Filmographie sélective
Le nom du film est suivi du nom de ses partenaires lors des scènes pornographiques.
- 2010 : Lesbian Seductions: Older/Younger 30 avec Dyanna Lauren
- 2010 : Lesbian Seductions: Older/Younger 32 avec Veronica Avluv
- 2010 : Lesbian Seductions: Older/Younger 33 avec Jodi West
- 2011 : Women Seeking Women 69 avec Celeste Star
- 2011 : Women Seeking Women 73 avec Kristina Rose
- 2011 : Road Queen 19 avec Elexis Monroe (scène 3) ; avec Veronica Avluv (scène 4)
- 2011 : Road Queen 20 avec Keira Kelly
- 2011 : Mother-Daughter Exchange Club 21 avec Zoey Holloway
- 2011 : Lesbian Seductions: Older/Younger 37 avec Jelena Jensen
- 2012 : Women Seeking Women 80 avec Nikki Daniels
- 2012 : Women Seeking Women 85 avec Angela Sommers
- 2012 : We Live Together 21 avec Celeste Star et Hayden Winters
- 2012 : We Live Together 24 avec Melanie Rios et Valerie Rios
- 2012 : Road Queen 21 avec Janet Mason
- 2012 : Road Queen 22 avec Krissy Lynn
- 2012 : Road Queen 23 avec Elle Alexandra
- 2012 : Road Queen 24 avec Veronica Snow
- 2012 : Molly's Life 13 avec Molly Cavalli
- 2012 : Meow! 2 avec Dani Daniels
- 2012 : Lesbian Seductions: Older/Younger 40 avec Veronica Avluv
- 2012 : Lesbian Psychodramas 6 avec Heather Starlet
- 2013 : Women Seeking Women 92 avec Aryana Augustine
- 2013 : Women Seeking Women 94 avec Prinzzess
- 2013 : We Live Together 26 avec Malena Morgan et Sammie Rhodes
- 2013 : We Live Together 27 avec Avril Hall ; avec Ainsley Addison et Malena Morgan
- 2013 : We Live Together 28 avec Layla Rose et Malena Morgan
- 2013 : Road Queen 25 avec Alice March
- 2013 : Road Queen 26 avec Adriana Chechik
- 2013 : Road Queen 27 avec Charlotte Stokely
- 2013 : Poor Little Shyla 2 avec Heather Starlet (scène 2) ; avec Lily Carter (scène 3) ; avec Sensi Pearl (scène 5)
- 2013 : Mother-Daughter Exchange Club 30 avec Raven LeChance
- 2013 : Molly's Life 20 avec Molly Cavalli et Dani Daniels
- 2013 : Me and My Girlfriend 4 avec Kennedy Leigh
- 2013 : Cheer Squad Sleepovers 4 avec Aaliyah Love (scène 3) ; avec Zoey Holloway (scène 4)
- 2014 : Women Seeking Women 104 avec Heather Starlet
- 2014 : Women Seeking Women 109 avec Josi Valentine
- 2014 : We Live Together 31 avec Malena Morgan
- 2014 : We Live Together 32 avec Cassie Laine
- 2014 : Road Queen 29 avec Angie Noir
- 2014 : Road Queen 31 avec Vanessa Veracruz
- 2014 : Mother-Daughter Exchange Club 34 avec Simone Sonay et Abigail Mac
- 2014 : Lesbian Seductions: Older/Younger 46 avec India Summer
- 2014 : Lesbian Seductions: Older/Younger 49 avec Simone Sonay
- 2015 : Mother-Daughter Exchange Club 37 avec Anikka Albrite
- 2015 : Women Seeking Women 114 avec Samantha Ryan
- 2015 : Women Seeking Women 117 avec Natalie Nice
- 2015 : We Live Together 40 avec Maddy O'Reilly
- 2015 : We Live Together 41 avec Riley Reid
- 2015 : Road Queen 32 avec Tara Morgan
- 2015 : Lesbian Adventures: Strap-On Specialists 8 avec Keisha Grey et Dana DeArmond
- 2015 : Women Seeking Women 124 avec Angela Sommers
- 2015 : Mother-Daughter Exchange Club 41 avec Mindi Mink
- 2016 : Lesbian Seductions: Older/Younger 54 avec Lena Nicole
- 2016 : Women Seeking Women 129 avec Tanner Mayes
- 2016 : Women Seeking Women 131 avec Zoey Holloway
- 2016 : Cheer Squad Sleepovers 18 avec Nicole Clitman
- 2017 : Women Seeking Women 148 avec Bree Daniels
- 2018 : Lesbian Seductions: Older/Younger 61 avec Ryan Keely
- 2018 : Cheer Squad Sleepovers 27 avec Zoey Bloom
- 2018 : Women Seeking Women 158 avec Jenna Sativa
- 2019 : Lesbian Seductions 66 avec Cherie DeVille